# Thurn e Taxis
A casa principesca de Thurn e Taxis (Alemão: Das Fürstenhaus Thurn und Taxis) é uma família alemã que desempenhou um grande papel no serviço postal na Europa durante o século XVI, sendo hoje bastante conhecida por ser proprietária de cervejarias e construtora de inúmeros castelos.

## História
No século XII, a família lombarda Tasso (que significa texugo) residia em Camerata Cornello, Bérgamo. O texugo (Dachs, em alemão) tornou-se o brasão de armas da família. Em 1624, tornaram-se condes (grafen). Por volta de 1500 eles mudaram seu sobrenome para Thurn (Torre) und Taxis, e o imperador alemão e rei da Espanha em 1650, finalmente deu sua permissão para isso. Em 1695, a família recebeu seu título principesco de Leopoldo I.

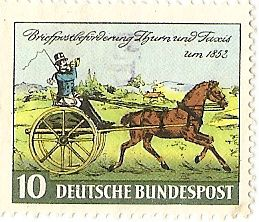
Um selo de correio da Thurn und Taxis (1852).

Ruggiano de Tassis fundou um serviço postal na Itália. Mais tarde, no dia 11 de dezembro de 1489, em Innsbruck, Janetto von Taxis foi apontado chefe-mestre dos Serviços Postais. A família conservou essa exclusiva posição por séculos. Em 12 de novembro de 1516, a família Taxis estabeleceu um serviço postal em Bruxelas, onde o grande armazém epônimo e o complexo de pátio de manobras está atualmente à exibição como um centro cultural. Este chegava a Roma, Nápoles, Espanha, Alemanha e França através de estafetas.
A companhia Thurn und Taxis duraria até 1794, quando foi comprada pelo herdeiro ao trono espanhol.
O escritor Rainer Maria Rilke escreveu e dedicou As Elegias de Duíno enquanto visitava a princesa Marie de Thurn und Taxis, nascida princesa de Hohenlohe, no castelo de sua família em Duino-Aurisina em Janeiro de 1912. Rilke, mais tarde, dedicaria sua obra Os Cadernos de Malte Laurids Brigge à princesa, que era sua patrona. Marie (1855-1934) era casada com Alexander Thurn und Taxis, membro do ramo da família que, no século XIX, estabelecer-se-ia na Boêmia, hoje República Tcheca, tornando-se fortemente ligada à cultura nacional tcheca.
Muitos membros da família tornaram-se cavaleiros da Ordem Soberana e Militar de Malta.
O atual chefe da casa de Thurn und Taxis é S. A. S. Albert II, filho de  Johannes e de sua esposa Gloria von Thurn und Taxis. A família é uma das mais ricas da Alemanha e tem residido, desde 1748, no Castelo de St. Emmeram, em Ratisbona. A cervejaria da família foi vendida para o Grupo Paulaner de Munique, em 1996; mas ainda produz cerveja sob a marca Thurn und Taxis.

## Príncipes de Thurn und Taxis (1695-presente)
| - Eugenio Alexandre de Thurn e Taxis (1695–1714) - Anselmo Francisco de Thurn e Taxis (1714–1739) - Alexander Ferdinand von Thurn und Taxis (1739–1773) - Karl Anselm von Thurn und Taxis (1773–1805) - Carlos Alexandre de Thurn e Taxis (1805–1827) - Maximiliano Carlos de Thurn e Taxis (1827 –1871) | - Maximilian Maria von Thurn und Taxis (1871–1885) - Albert I von Thurn und Taxis (1885–1952) - Franz Josef von Thurn und Taxis (1952 –1971) - Carlos Augusto de Thurn e Taxis (1971–1982) - Johannes de Thurn e Taxis (1926–1990) - Alberto II de Thurn e Taxis (1990 –presente) |